# Cassiopéia
Pour plus de détails, voir Fiche technique et Distribution.
Cassiopéia est un long métrage d'animation brésilien de science-fiction réalisé par Clóvis Vieira et sorti au Brésil en 1996. Il s'agit du premier film d'animation brésilien entièrement réalisé en images de synthèse.

## Synopsis
L'intrigue commence sur la planète Atenéia, une planète fictive située dans la constellation de Cassiopée. Atenéia est attaquée par des envahisseurs, les forces du maléfique seigneur Shadowseat, qui cherchent à drainer l'énergie vitale des habitants de la planète. Une astronome d'Atenéia, Liza, envoie un signal de détresse dans l'espace. Le signal est reçu par quatre voyageurs interstellaires, Chip, Chop, Feel et Thot, qui décident de venir au secours de la planète attaquée. Ils entament un périlleux voyage à travers la galaxie pour rejoindre Atenéia, et rencontrent sur leur route l'inventeur Leonardo, originaire d'une planète peu développée, qui conçoit des machines excentriques. Une fois parvenus sur Atenéia, les quatre héros doivent trouver un moyen de vaincre Shadowseat.

## Fiche technique
- Titre original : Cassiopéia
- Réalisation : Clóvis Vieira
- Scénario : Aloisio Castro, José 'Zezo' Feliciano, Robin Geld, Clóvis Vieira
- Musique originale : Vicente Sálvia
- Montage : Marc De Rossi
- Sociétés de production : Norddeutscher Rundfunk (NDR)
- Distribution : PlayArte Filmes (Brésil, sortie en vidéo VHS)
- Budget estimé : 1 200 000 dollars[1]
- Pays :  Brésil
- Langue : portugais
- Format : couleur
- Son : Dolby
- Durée : 80 minutes
- Date de sortie : 1996

## Voix brésiliennes
- Marcelo Campos : Chip
- Cassius Romero : Chop
- Fábio Moura : Feel
- Hermes Barolli : Thot
- Rosa Maria Barolli : Lisa
- Osmar Prado : Leonardo
- Jonas Mello : Shadowseat
- Aldo César : le commandant du Conseil galactique central
- Francisco Bretas : Robô